# Dorfkirche Flatow

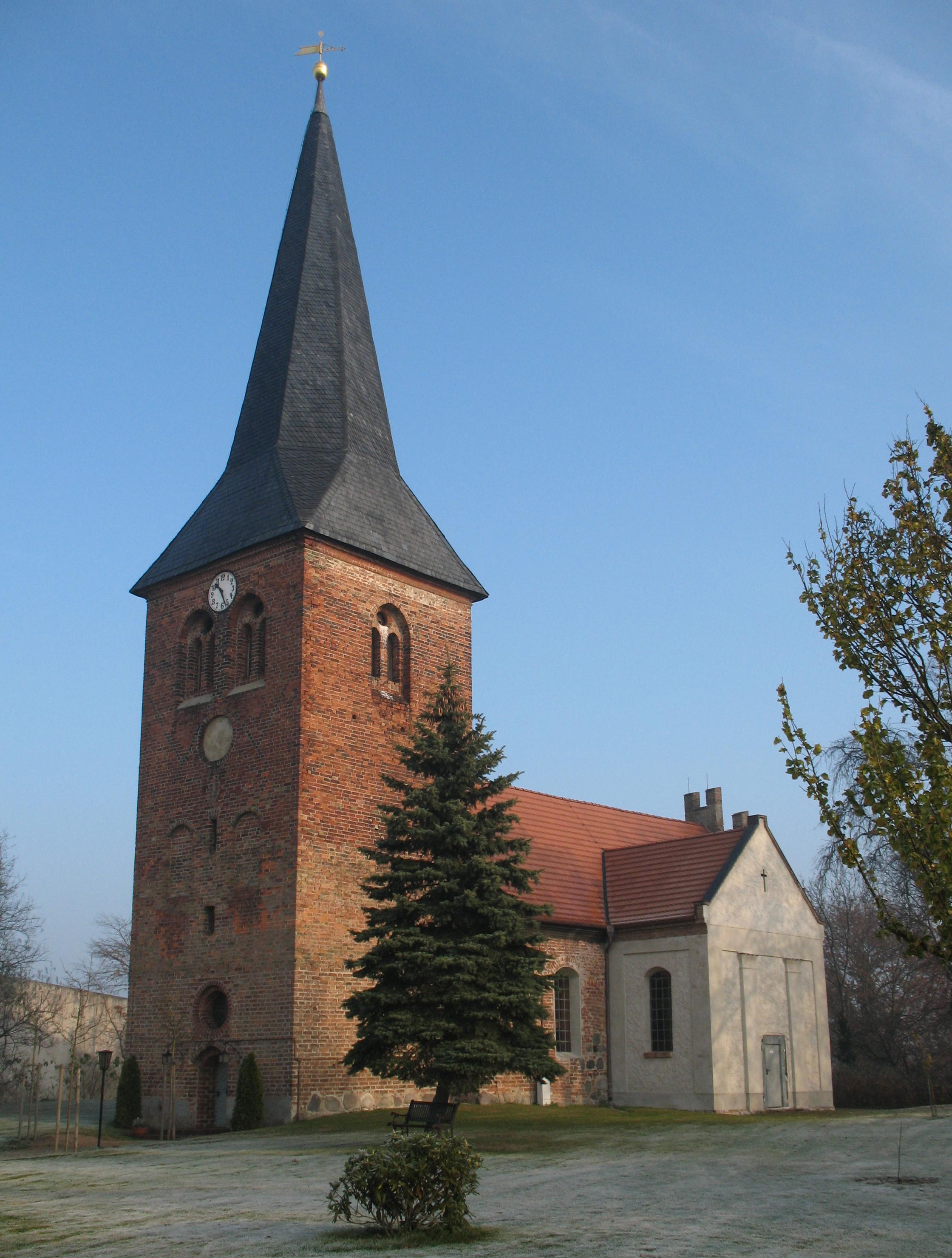
Dorfkirche Flatow

Die evangelische, denkmalgeschützte Kirche Flatow steht in Flatow, einem Ortsteil der Stadt Kremmen im Landkreis Oberhavel in Brandenburg. Sie gehört zum Kirchenkreis Oberes Havelland der Evangelischen Kirche Berlin-Brandenburg-schlesische Oberlausitz.

## Beschreibung
Die Saalkirche wurde 1472 aus Backsteinen gebaut. 1710/19 wurde im Auftrag von Mathias Christoph von Bredow am Langhaus ein südlicher Anbau errichtet. 1856 wurde das Kirchenschiff um einen nördlichen Anbau erweitert. Der spätgotische Kirchturm im Westen wurde in der zweiten Hälfte des 19. Jahrhunderts im neugotischen Baustil umgebaut und mit einem achtseitigen schiefergedeckten Knickhelm bedeckt. Sein oberstes Geschoss beherbergt die Turmuhr und hinter den als Biforien gestalteten Klangarkaden den Glockenstuhl.
Der Innenraum, der eine Empore im Westen hat, ist mit einer Flachdecke überspannt, die von Vouten gerahmt ist. Zur Kirchenausstattung gehört ein Kanzelaltar von 1711. Der polygonale Korb der Kanzel wird von Säulen gerahmt. Die Orgel mit zwölf Registern auf zwei Manualen und Pedal wurde 1911 von Alexander Schuke Potsdam Orgelbau in das Gehäuse der Vorgängerorgel mit klassizistischem Prospekt von Carl August Buchholz aus dem Jahr 1868 erbaut.